# 戸倉貴史
戸倉 貴史（とくら たかふみ、1944年 - ）は、日本の企業家。テクニカル・ユニオン創業者。

## 主な略歴
- 1944年，福岡県出生
- 1969年，千葉工業大学工学部電気工学科卒業。高千穂交易バロース事業部（現・日本ユニシス）入社。
- 1978年，株式会社テクニカル・ユニオンを創設。